# Rangina Hamidi
Rangina Hamidi ( pashto: رنګینه حمیدي; nacida en 1978) es una escritora, educadora, activista social y política afgana-estadounidense.
Es conocida como defensora de los derechos de las mujeres en Afganistán donde se ha involucrado en varios proyectos sociales para empoderar a las niñas y mujeres. 
Ragina Hamidi  fue la primera mujer ministra de educación en Afganistán desempeñando dicho cargo hasta que los talibanes tomaron el poder.A pesar de que los talibanes se apoderaron de Afganistán, prometió permanecer en el país y continuar sus esfuerzos humanitarios involucrándose activamente en el empoderamiento de las mujeres afganas.

## Biografía
Ragina Hamidi nació en Kandahar, Afganistán en 1978, en una familia Pashtun, su padre fue alcalde de Kandahar, Ghulam Haider Hamidi. Después de la invasión soviética de Afganistán en 1980, a la edad de cuatro años emigró con su familia a Pakistán en 1981 y vivió como refugiada en Quetta. Más tarde, en 1988, la familia se mudó a los Estados Unidos, cerca de Washington D. C. Obtuvo su licenciatura con una doble especialización en estudios religiosos y estudios de género de la Universidad de Virginia .

## Trayectoria
Ragina Hamidi regresó a su país natal, Afganistán, en 2003 y se convirtió en residente permanente en el país. Tomó la decisión de volver a su patria después del ataque del 11 de septiembre de 2001 en los EE. UU y prometió trabajar para su reconstrucción y desarrollo.
En Afganistán fue pionera en el desarrollo de proyectos sociales, así trabajó como gerente del Proyecto de Generación de Ingresos de Mujeres Afganas y el marco de la sociedad civil para proporcionar programas sociales y actividades destinadas a mujeres residentes en la ciudad de Kandahar.
Ragina Hamidi fue elegida como una de las 18 finalistas del premio CNN 2007 Hero Award y también fue seleccionada por Radio Free Europe/Radio Liberty como la "Personalidad de la semana". 
En 2008, fundó Kandahar Treasure, que ha sido considera como la primera empresa social propiedad de mujeres y dirigida por mujeres en la provincia de Kandahar. 
Ha escrito artículos y colaborado con varias publicaciones como Asia Times, The Guardian, The Daily Telegraph, BBC, Voice of America y NPR . Fue coautora y publicó un libro junto con Mary Littrell titulado Bordado dentro de los límites: mujeres afganas creando un futuro en 2017.
Ragina Hamidi, también formó parte de los consejos asesores de Open Society Afganistán, el Instituto de Afganistán para la Sociedad Civil y la Cámara de Comercio e Industrias de Mujeres Afganas. 

## Ministerio de Educación
En 2020, Ragina Hamidi fue nombrada jefa interina del Ministerio de Educación en Afganistán, convirtiéndose en la primera mujer en 30 años en dirigir el Ministerio de Educación. Hamidi trabajó para dar apoyo a las iniciativas dirigidas especialmente a la educación de las niñas. En diciembre de ese mismo año, el parlamento afgano rechazó un voto de confianza para Hamidi en el cargo. 
En marzo de 2021, el Ministerio de Educación de Afganistán prohibió a las escolares mayores de 12 años cantar en eventos públicos. Una portavoz del Ministerio, Najeeba Arian, dijo que la decisión se tomó después de las sugerencias de estudiantes y padres. La decisión provocó indignación en las plataformas de redes sociales y críticas a Hamidi. Algunos observadores dijeron que se trataba de maniobras políticas promovidas por Hamidi para apaciguar a los parlamentarios religiosos de línea dura, pero el  ministerio describió la prohibición como "incomprendida", diciendo que estaba relacionada con las medidas para evitar las reuniones masivas entre niñas y niños en un intento por detener la propagación de la enfermedad por coronavirus 2019 (COVID-19). A principios de abril, el Ministerio dio marcha atrás en una decisión y Arian emitió un comunicado en el que afirmaba que la carta en realidad no reflejaba la postura oficial del ministerio. En 2020, el Ministerio de Educación enfrentó una reacción violenta por decretar que los estudiantes recibieran todas las lecciones durante sus primeros tres años de escolaridad en mezquitas para ayudar a inyectar un “espíritu islámico” en los estudiantes, pero después de las críticas públicas, esta decisión también fue revertida.
En julio de 2021, hablando en la Cumbre Mundial de Educación en Londres, Hamidi declaró que confiaba en las fuerzas de seguridad de su país para evitar que los talibanes se apoderaran por completo de todo Afganistán y que temía su regresoː “Mi mayor temor es, Dios no lo quiera, un regreso a 1996 cuando, literalmente, sacaron a las niñas de la escuela, cerraron las escuelas, enviaron a casa a las maestras, enviaron a casa a las trabajadoras de cualquier sector”.
Cuando varios políticos de alto perfil, incluido el presidente afgano, Ashraf Ghani, huyeron de Afganistán durante la caída de Kabul en agosto de 2021, Hamidi decidió quedarse en Afganistán para tratar de continuar al frente de los esfuerzos educativos. En una entrevista con BBC World News, expresó su conmoción por la huida de Ghani y reveló que tenía miedo de las consecuencias que podría enfrentar. El 23 de agosto de 2021, una agencia de noticias afgana tuiteó una foto de Hamidi reuniéndose con los talibanes, lo que gran parte de la opinión pública asumió que significaba que todavía era ministra de educación en funciones. Sin embargo, el 29 de agosto, los medios citaron al "nuevo ministro interino de educación superior, Abdul Baqi Haqqani" en las noticias sobre los talibanes, destacando la exigencia de que todas las clases estuvieran separadas por sexos.